# Шлаковоз
Шлаково́з — вагон, состоящий из шлаковозного ковша, установленного на платформе специальной конструкции, предназначенный для транспортировки жидкого шлака от доменной или мартеновской печи на шлаковый отвал.

## История
С момента возникновения доменного производства до конца XIX века, когда производительность доменных печей была не очень высокой, чугун во время выпуска из печи выпускали на литейный двор, а шлак на специальную шлаковую площадку (шлаковый двор), расположенный непосредственно возле печи на земле. Шлак после выпуска и отверждения измельчали и вывозили на тачках в отвал. 
Впоследствии шлаковый двор начали застилать чугунными плитами, на которых измельчали застывшую шлаковую массу. Таким образом на уборку шлака и чугуна расходовалось много времени и физического труда, что сдерживало рост производительности доменных печей.
Проблема бесперебойной механизированной уборки шлака и чугуна была решена лишь после того, как продукты плавки стали разливать в ковши. Благодаря этому литейный двор вместе с печью был поднят над уровнем нулевой отметки, чтобы чугун и шлак, выпускаемые из печи, могли желобами стекать в ковши, установленные на железнодорожных путях под литейным двором.

## Строение

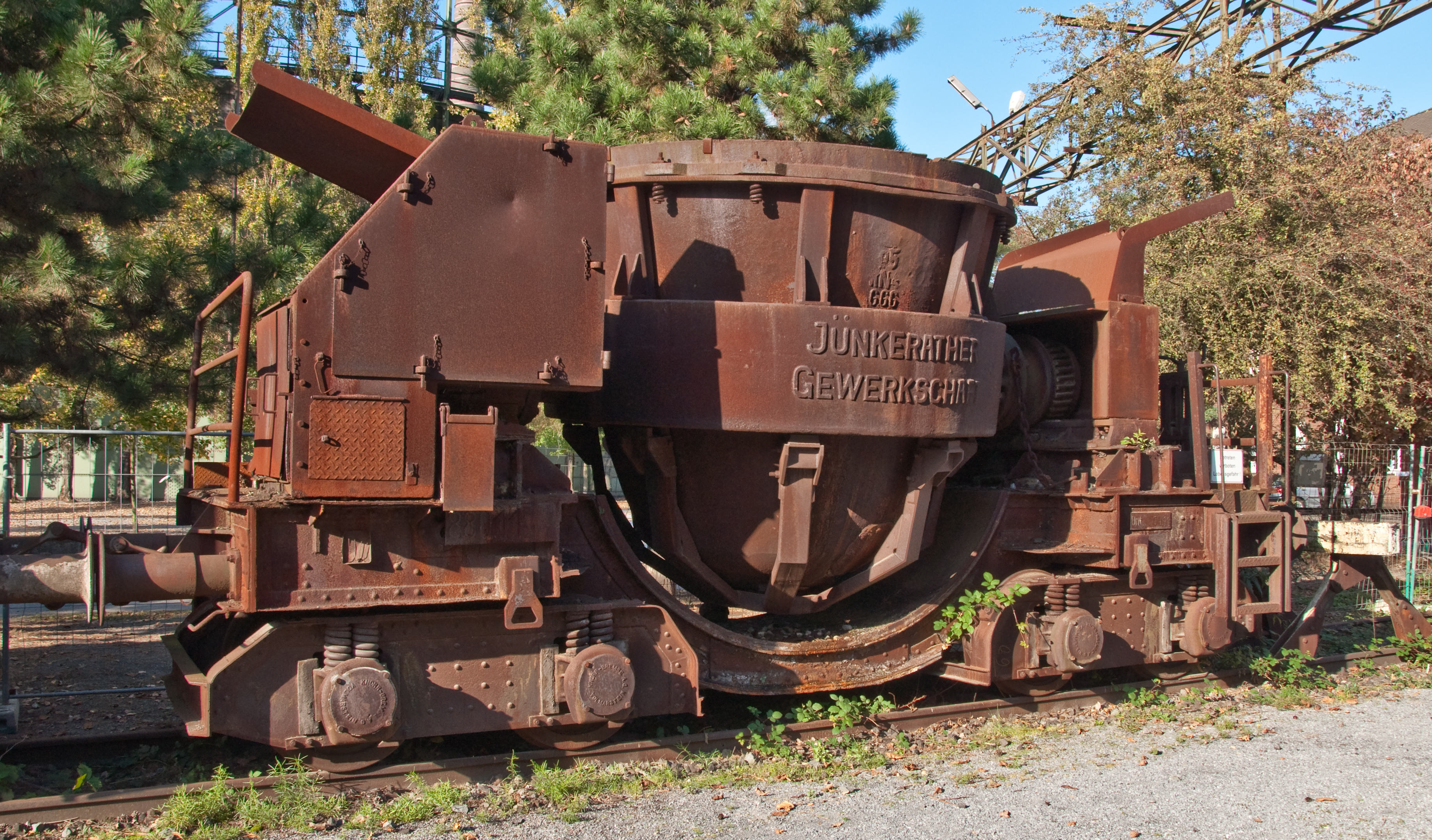
Шлаковоз фирмы «», Германия. Изготовлен примерно в 1960 году. Этот ковш сфотографирован на территории бывшего металлургического завода в городе Дуйсбург, теперь Ландшафтный парк «Дуйсбург-Норд»

Платформа шлаковоза является сварной конструкцией. Основными несущими элементами являются изогнутые балки, к которым приварены площадки, что является основой стоек опорного кольца и механизма опрокидывания.
Платформа опирается на две двухосные тележки. Опорное кольцо служит для посадки в него ковша. Опорное кольцо — стальная отливка, в стенках которой имеются овальные отверстия для лучшего охлаждения воздухом стенок ковша. Опорное кольцо отлито как одно целое с опорными бегунками и цапфами.
На цапфы напрессованы трибовые сектора, которые передвигаются трибовыми секторами, установленными на платформе, и передают опорному кольцу вместе с ковшом поворотное движение.
Для фиксации и закрепления ковша на верхней полке кольца имеются выступы, а на нижней полке — ушки.
Вращение ковша осуществляется переворотным механизмом, приводимым в действие электродвигателем, установленным на платформе, через редуктор и пару зубчатых колёс.
Шлаковые ковши работают в очень тяжелых условиях — при высокой температуре и неравномерном нагреве по высоте и толщине стенки, что приводит к образованию трещин. Поэтому важным является выбор рациональной формы ковша. Наиболее рациональной является коническая форма ковша со сферическим дном, круглого или овального поперечного сечения.
Ковши изготавливаются выливными со стальными стенками толщиной от 60 до 100 мм. Для уменьшения термических деформаций и повышения выносливости — внешняя поверхность ковша, усиленная вертикально направленными ребрами. Внутренняя поверхность шлаковозного ковша, в отличие от чугуновозного ковша не футеруется огнеупорным кирпичом, потому что шлак не влияет на металл ковша как чугун (жидкий чугун при контакте с металлом «режет» его). Жидкий шлак, в отличие от чугуна, даже имея большую температуру, не может «порезать» металлический корпус ковша при контакте с ним. Кроме того, потери тепла шлаком сквозь стенки ковша и вероятное частичное затвердевание шлака в ковше за время транспортировки его от печи до шлакового отвала несущественны. Шлаковоз оборудован пневматическим и ручным тормозом, автосцепкой для соединения его с другими шлаковозами или тепловозом, и захватом для закрепления шлаковоза до реек при кантовании ковша.
В середине XX века использовались шлаковозы емкостью ковша 11,0 м³, затем были спроектированы ковши емкостью 16,0 и 16,5 м³.

## Использование
Перед установкой шлаковозного ковша под печь для сливания в него шлака, ковш изнутри покрывают так называемым известковым молоком, чтобы предотвратить налипание шлака на него. После выпуска из доменной печи, из шлаковозов с жидким шлаком составляется поезд, который тепловозом отвозится на шлаковый отвал, который может располагаться на расстоянии в несколько километров от доменных или мартеновских печей.